# Hawajka pełzaczowata
Hawajka pełzaczowata (Hemignathus wilsoni) – gatunek małego ptaka z rodziny łuszczakowatych (Fringillidae). Występuje endemicznie na Hawaiʻi. Zagrożony wyginięciem.

## Taksonomia
Po raz pierwszy gatunek opisał Lionel Walter Rothschild w 1893 w The avifauna of Laysan and the neighbouring islands. Nadał mu nazwę Heterorhynchus wilsoni. Obecnie (2021) Międzynarodowy Komitet Ornitologiczny uznaje hawajkę pełzaczowatą za przedstawiciela rodzaju Hemignathus. Niektórzy autorzy włączają do rodzaju Hemignathus rodzaj Chlorodrepanis. W takich systemach klasyfikacji hawajka pełzaczowata nazywana jest H. munroi, gdyż pierwszeństwo ma wówczas nazwa podgatunku hawajki zielonej – Chlorodrepanis virens wilsoni. Hawajska nazwa hawajek pełzaczowatych brzmi ʻAkiapōlāʻau; używana jest w języku angielskim jako nazwa zwyczajowa.

## Morfologia
Długość ciała wynosi około 14 cm; masa ciała samców 19,8–37 g, samic 17–35 g. Wymiary szczegółowe, podane w milimetrach, przedstawia poniższa tabelka; w nawiasach podano liczbę zmierzonych samców (n), dla samic liczba jest stała:
|     | Długość skrzydła | D. ogona   | D. górnej krawędzi dzioba | D. skoku     |
| --- | ---------------- | ---------- | ------------------------- | ------------ |
| n ♂ | (32) 77–88       | (32) 40–49 | (24) 22,6–30,8            | (31) 23,4–28 |
| 6 ♀ | 77–80            | 40–44      | 19,4–24,8                 | 22,7–25,3    |

U dorosłych samców głowa i spód ciała są jaskrawożółte, zaś grzbiet i skrzydła żółtozielone; widoczna jest mała, czarna maska. Dorosłe samice z wierzchu porośnięte są piórami barwy oliwkowej, od spodu szarożółtej lub żółtej (według innego źródła żółte są broda, gardło i górna część piersi, a szarożółte kontrastująca z nimi niższa część piersi i brzuch). Upierzenie ptaków młodocianych opisano dopiero w 1994. Wyróżniają się one obecnością ciemnoszarych końcówek piór głowy, gardła i górnej części piersi. Ponadto mają dwa paski skrzydłowe, utworzone przez jasne końcówki pokryw skrzydłowych większych i średnich. Górna szczęka jest długa, giętka i silnie zagięta, zaś żuchwa jest od niej krótsza i ostro zakończona; przy zamkniętym dziobie widoczna jest szczelina. Pierzenie nie przebiega o ustalonej porze roku, choć najwięcej hawajek pełzaczowatych pierzy się wiosną i latem. Tęczówka ciemnobrązowa.

## Zasięg występowania
Endemit wyspy Hawaiʻi. Zasięg ograniczony jest jedynie wysokością nad poziomem morza. 

## Ekologia i zachowanie
Hawajki pełzaczowate występują głównie w lasach Acacia koa i Metrosideros polymorpha na wysokości 1300–2100 m n.p.m. W przeszłości występowały również na Mauna Kea w lasach Sophora chrysophylla (po hawajsku Māmane) i Myoporum sandwicense (Naio). Wiadomo, że w wysokich zagęszczeniach przebywają również w lasach wtórnych A. koa. Hawajki pełzaczowate jedzą głównie gąsienice i larwy kózkowatych, które wydobywają spod kory A. koa. Są jednymi z nielicznych hawajek, które nie pijają regularnie nektaru. Swoją dietę uzupełniają żywicą, którą spijają z głębokich na 3–5 mm otworków, które wydłubują w korze M. polymorpha końcówką żuchwy. Żywica może stanowić dobre źródło energii w okresie niedoboru bezkręgowców.

### Lęgi
Odnotowano aktywność lęgową we wszystkich porach roku, jednak przeważnie lęgi odbywają się od lutego do czerwca. Gniazdo ma formę otwartego kubeczka. W zniesieniu znajduje się zwykle 1 jajo, niekiedy 2. Danego roku opierzenia dożywa jedno pisklę danej pary. Świeżo opierzone pisklęta długo, bo przez 4–5 miesięcy, pozostają zależne od swoich rodziców.

## Status

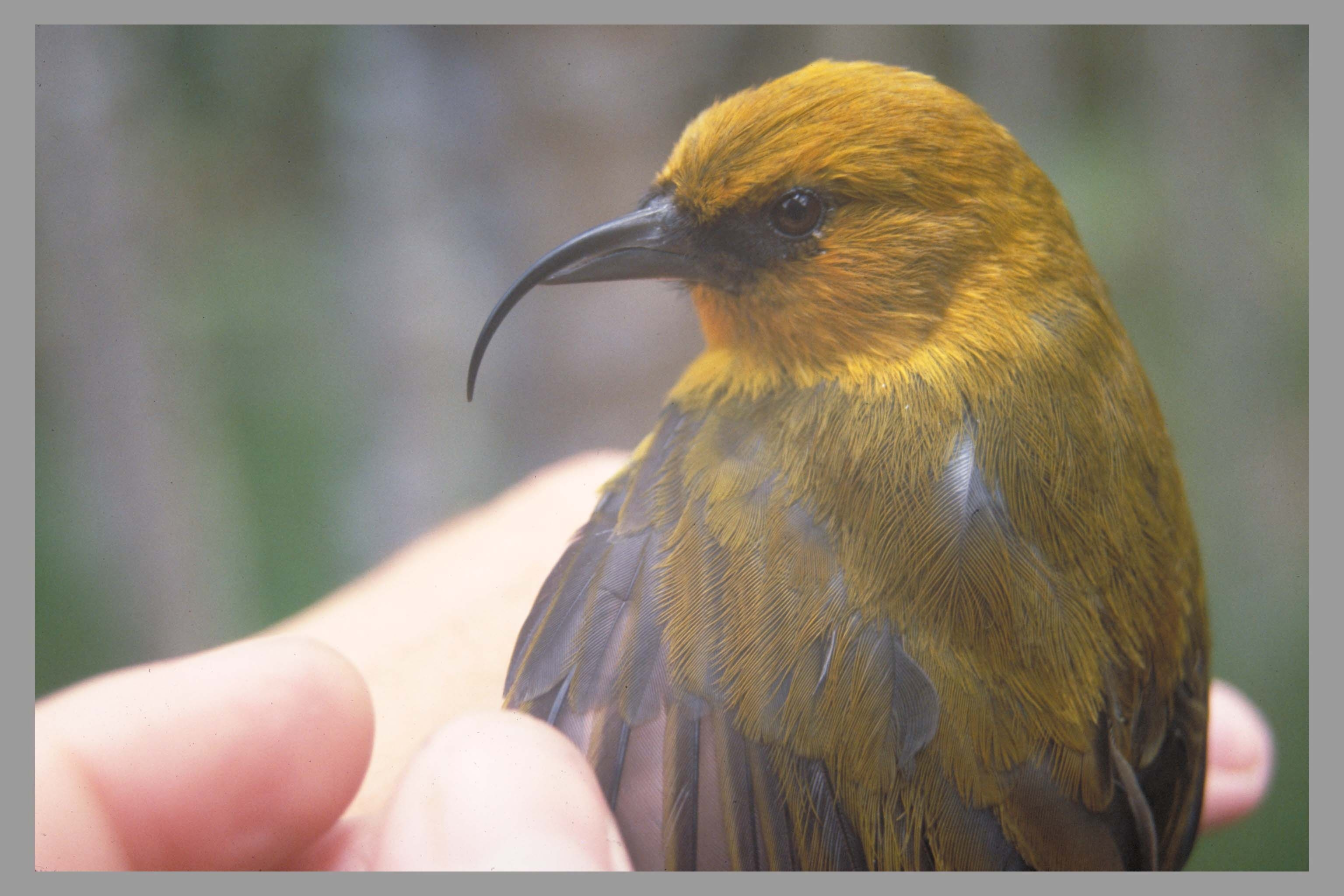

IUCN uznaje hawajkę pełzaczowatą za gatunek zagrożony wyginięciem (EN, Endangered) nieprzerwanie od 1994 (stan w 2023). W 2009 szacowano całkowitą liczebność populacji na 1900 osobników, czyli około 1300 osobników dorosłych. Trend liczebności oceniany jest jako spadkowy. Populacja z Mauna Kea wymarła w 2002. W dystrykcie Kona nie były widziane od końca lat 90. XX wieku. Zagrożeniem dla hawajek pełzaczowatych jest modyfikacja środowiska przez wypas zwierząt i wylesianie, a do tego drapieżnictwo ze strony szczurów, zdziczałych kotów i rdzennych drapieżników oraz ptasich chorób przenoszonych przez zawleczone komary, przez co zasięg tych hawajek jest ograniczony do znacznych wysokości n.p.m. Do wolnego tempa odbudowy populacji przyczynia się niski sukces rozrodczy.